# Remigia delinquens
Remigia delinquens là một loài bướm đêm trong họ Erebidae.